# 다이미 젠틀
다이미 젠틀(덴마크어: Daimi Gentle, 1944년 1월 1일 ~ )은 덴마크의 가수, 배우이다.